# Jiří Dolejš (judista)
Jiří Dolejš (* 10. března 1954) je český mistr bojových umění (6. Dan ČSJu), bývalý reprezentant v zápasu judo ze 70. let, pozdější trenér mládeže a od roku 2009 předseda ČSju.

## Sportovní kariéra
S judem začínal v Plzni pod vedením Karla Havlíka v Domě dětí (pionýrů) a mládeže (KDDM) a později pokračoval pod vedením Václava Bauera. Od roku 1975 se připravoval v pražském klubu Slavia VŠ (dnešní USK) pod vedením bratrů Jáklových. V roce 1976 obsadil 5. místo na Mistrovství Evropy v Kyjevě ve lehké váze do 70 kg. V roce 1978 vyhrál s klubem Vysokých škol prestižní pohár mistrů. Sportovní kariéru ukončil v roce 1979.

### Výsledky
| Turnaj             | 1971 | 1972 | 1973 | 1974 | 1975 | 1976 |
| Turnaj             | 17   | 18   | 19   | 20   | 21   | 22   |
| Turnaj             | −60  |      |      |      |      | −70  |
| ------------------ | ---- | ---- | ---- | ---- | ---- | ---- |
| Olympijské hry     |      | —    |      |      |      | —    |
| Mistrovství světa  | —    |      | —    |      | —    |      |
| Mistrovství Evropy | —    | —    | —    | —    | —    | 5.   |
| ME juniorů         | 3.   |      |      |      |      |      |

## Trenérská a funkcionářská kariéra
Sportovní kariéru ukončil v roce 1979 po narození syna. Vrátil se do Plzně, kde převzal po Josefu Roubalovi roli šéftrenéra TSM (Tréninkového středisko mládeže) při TJ Škoda Plzeň. Od roku 1992 je šéftrenérem klubu Judo SG při sportovním Gymnáziu v Plzni. K jeho nejznámějším žákům patřili Roman Nováček, Roman Šimsa, David Pulkrábek a mnoho dalších.
Od osmdesátých let dvacátého století působil ve vysokých sportovních funkcích na Plzeňsku. Od roku 1999 zastával funkci místopředsedy Českého judistického svazu (ČSju). Od roku 2009 zastává funkci předsedy ČSju.